# Paus Gregorius XI
Gregorius XI, geboren als Pierre Roger de Beaufort (Rosiers-d'Égletons (Limousin), ca. 1330 - Rome, 27 maart 1378) was paus van 1370 tot 1378. Hij volgde in 1370 paus Urbanus V op en werd zelf opgevolgd door Urbanus VI. Gregorius XI was degene die de pauselijke residentie van Avignon, waar de pausen sinds 1309 hadden geresideerd, in 1376 terug verplaatste naar het Vaticaan.

## Levensloop

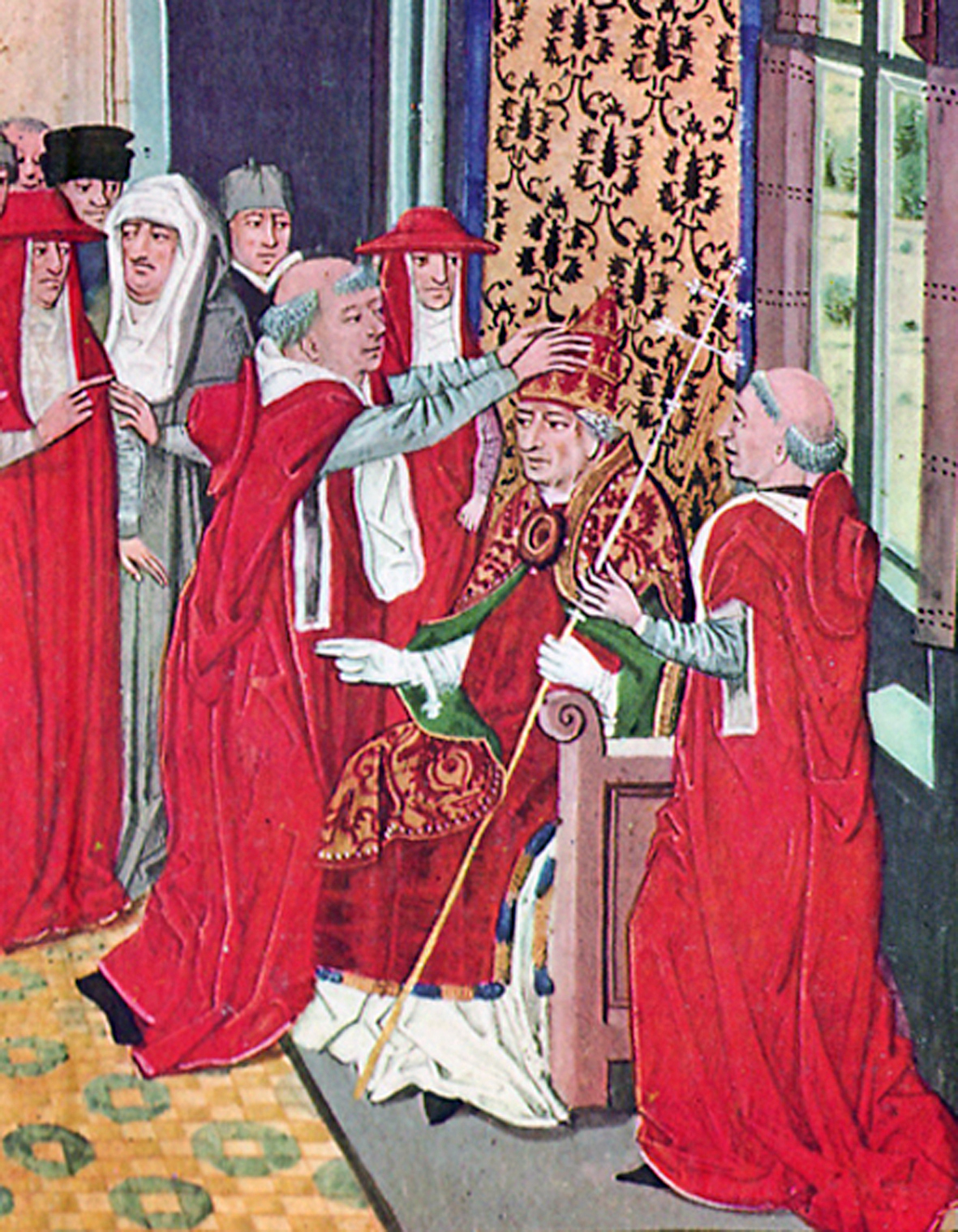
Kardinaal Pierre Roger de Beaufort werd tot paus gekozen, vooraleer priester te zijn.

Hij werd geboren in het kasteel van Maumont en was een zoon van Guillaume II Roger, graaf van Beaufort en Marie Chambon. Hij vijf broers en vijf zussen. Zijn oom was paus Clemens VI ofwel Pierre Roger de Beaufort.
Hij studeerde theologie aan de universiteit van Angers. Toen hij 18 jaar oud was (1348), schonk zijn oom Clemens VI hem de kardinaalshoed. Hij werkte nadien zijn studie kerkelijk recht af aan de universiteit van Perugia onder Pietro Baldo degli Ubaldini. Als kardinaal nam hij deel aan de conclaven van 1352 (waar paus Innocentius VI werd gekozen) en van 1362 (waar paus Urbanus V werd gekozen). 
Bij zijn pausverkiezing op 30 december 1370 was hij nog niet tot priester gewijd. Hij werd op 2 januari 1371 tot priester gewijd en een dag later tot bisschop in de kathedraal Notre-Dame des Doms in Avignon. Hij vatte al bij zijn aanstelling het plan op om het pauselijk hof terug naar Rome te verhuizen. Hij wilde hiermee de eenheid tussen de westerse en de oosterse kerk bevorderen en ook de pauselijke gebieden in Italië veilig stellen tegen de Florentijnse familie Visconti. Gregorius probeerde tevergeefs een vrede te bewerkstellingen tussen Frankrijk en Engeland. Nadat in 1376 een vredesakkoord werd bereikt met Florence en op aandringen van de mystica Catharina van Siëna, verhuisde het pauselijk hof naar Rome. De paus kwam daar aan op 17 januari 1377. Dit was tegen de zin van de Franse koning en een heleboel kardinalen. Het verblijf van Gregorius in Rome was niet rustig; hij moest een tijd uitwijken naar Anagni. Hij benoemde 21 kardinalen en veroordeelde in een bul de voorstellen van de Engelse theoloog John Wyclif. Paus Gregorius XI overleed op 27 maart 1378. 
Al in 1378 werd naast de Romeinse paus Urbanus VI een tegenpaus gekozen: Clemens VII, die weer in Avignon ging zetelen. Het gevolg was het Westers Schisma, dat duurde tot het Concilie van Konstanz in 1417. 
Cursief: tegenpaus
- Bibsys: 13039487
- Biblioteca Nacional de España: XX1165968
- Bibliothèque nationale de France: cb12111339x (data)
- Catàleg d'autoritats de noms i títols de Catalunya: 981058614756506706
- Gemeinsame Normdatei: 11871869X
- International Standard Name Identifier: 0000 0001 1631 2023
- Library of Congress Control Number: n79059155
- Nationale bibliotheek van Australië: 61542059
- Nationale Bibliotheek van Israël: 987007262060205171
- Nationale Bibliotheek van Polen: a0000002895984
- Nederlandse Thesaurus van Auteursnamen: 073377627
- Istituto Centrale per il Catalogo Unico: CFIV125098
- LIBRIS: 290260
- SNAC: w6m62pgs
- Système universitaire de documentation: 029499070
- Trove: 1843431
- Union List of Artist Names: 500355721
- Virtual International Authority File: 44329137